# Virginia Slims of Pennsylvania 1986
Virginia Slims of Pennsylvania 1986, також відомий під назвою VS of Pennsylvania, — жіночий тенісний турнір, що проходив на закритих кортах з килимовим покриттям Hershey Racquet Club у Герші (США). Належав до Світової чемпіонської серії Вірджинії Слімс 1985. Відбувсь учетверте і востаннє й тривав з 3 березня до 9 березня 1986 року. Несіяна Дженін Томпсон здобула титул в одиночному розряді.

## Фінальна частина

### Одиночний розряд
Дженін Томпсон —  Катрін Сюїр 6–1, 6–4

### Парний розряд
Кенді Рейнолдс /  Енн Сміт —  Сенді Коллінз /  Кім Сендс 7–6, 6–1